# البهائية في جورجيا
بدأ وجود الديانة البهائية في جورجيا منذ عام 1850 بوصولها إلى المنطقة عن طريق ارتباطها بالدين السلف، البابية، وذلك خلال حياة بهاء الله. خلال فترة الدين في الاتحاد السوفيتي، تم حل مؤسسات البهائيين تدريجيًا في الجمهوريات السوفيتية، فانقطعت صلتهم بباقي العالم البهائي. إلا أنه في عام 1963 تم التعرف على أحد البهائيين في تبليسي. وبعد بيريسترويكا، تشكل أول تجمع روحي محلي في جورجيا سنة 1991، وانتُخب أول تجمع روحي وطني للبهائيين في جورجيا سنة 1995. ويُلاحظ نمو هذه الديانة في جورجيا. وتشير تقديرات جمعية أرشيف بيانات الأديان، اعتمادًا على الموسوعة المسيحية العالمية، إلى وجود نحو 1,588 بهائيًا في جورجيا عام 2005.

## الفترة المبكرة
منذ عام 1850، انتشرت مجموعات صغيرة من أتباع البابية في القوقاز، بما في ذلك جورجيا. ويُعد جمشيد الغورجي شخصية بارزة من جورجيا عاش في زمن بهاء الله. وقد اعتُقل في القسطنطينية، ولكن بدلًا من نفيه مع بهاء الله إلى عكا أو قبرص، تم ترحيله إلى بلاد فارس حيث أُفرج عنه لاحقًا من قبل الأكراد.
مع انتشار آثار الثورة البلشفية وتحول الإمبراطورية الروسية إلى الاتحاد السوفيتي، كانت الديانة البهائية قد وصلت إلى أجزاء واسعة من الأراضي السوفيتية. وقد استمرت المؤسسات البهائية في التطور حتى انتخاب التجمع الروحي الوطني الإقليمي للبهائيين في القوقاز وتركستان عام 1925. ولكن مع سياسة الدولة السوفيتية المعادية للدين، وبما أن البهائيين ملتزمون بمبدأ الطاعة للحكومة القانونية، فقد تم حل المؤسسات الدينية وتمت مصادرة ممتلكاتهم. وقد سُجن العديد منهم وتوفي البعض، كما نُفي كثيرون إلى سيبيريا أو رُحلوا إلى إيران.
في عام 1953، بدأ البهائيون بالعودة إلى جمهوريات الاتحاد السوفيتي ضمن خطط التدريس البهائي التي أطلقها شوقي أفندي. وبحلول نهاية هذه الخطة عام 1963، تم استعادة مراكز بهائية في المنطقة، بما في ذلك جورجيا، حيث تم التعرف على بهائي في تبليسي.

## المجتمع المعاصر
لم يبدأ البهائيون في الاجتماع والتنظيم مجددًا إلا بعد بيريسترويكا. تأسس أول التجمع الروحي المحلي في تبليسي عام 1991، ثم تم انتخاب أول التجمع الروحي الوطني سنة 1995 بحضور أيادي الأمر روحية خانم ممثلة بيت العدل الأعظم. وفي عام 2004، افتتح البهائيون أول مشروع التقاء الدرجات في جورجيا.
أفاد البهائيون بأن النشر في جورجيا ليس بالأمر السهل، إذ أن بعض دور الطباعة تتحفظ على نشر المواد البهائية خشية المشاكل مع الحكومة. كما أن هناك مشروعًا لتحديث مناهج التعليم الديني في المدارس بشكل يعكس التنوع الديني في البلاد. عمومًا، يتمكن البهائيون في جورجيا من ممارسة نشاطهم بهدوء دون لفت أنظار السلطات.
في عام 2009، سافر نحو 47 بهائيًا جورجيًا إلى باكو للمشاركة في مؤتمر إقليمي حضره 360 مشاركًا.

## السكان
تشير التقديرات إلى أن عدد البهائيين في جورجيا بلغ نحو 1,588 عام 2005.

## روابط خارجية
- الجماعة البهائية الوطنية الجورجية